# 6941st Guard Battalion

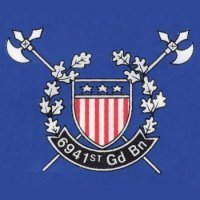
Wappen 6941st Gd Bn. Wahlspruch: On Guard!

Das 6941st Guard Battalion in Berlin war eine von den US-Streitkräften während der Besatzung Berlins durch die alliierten Streitkräfte nach dem Zweiten Weltkrieg und während des Kalten Krieges aufgestellte paramilitärische Einheit, die in den Jahren von 1950 bis 1993 in der Hauptsache alle US-amerikanischen Einrichtungen im geteilten Berlin bewachte. Die Angehörigen dieser Einheit rekrutierten sich vorwiegend aus deutschen Staatsangehörigen und Angehörigen der NATO-Staaten.
Das 6941st Gd Bn war mit einigen verwaltungstechnischen Ausnahmen im Personal-, Ausbildungs- und Logistikbereich Bestandteil der CS-Organisation (Civilian Support Organisation) mit Hauptquartier in Heidelberg. Verglichen mit den CS-Einheiten West-Deutschlands war der Führungsstil der „Zivilangestellten“ des 6941st Gd Bn streng militärischen Richtlinien unterworfen. Da die meisten Männer der westdeutschen CS-Einheiten jedoch, im Gegensatz zu ihren Westberliner Kollegen, in der Bundeswehr gedient hatten, wurde diese Unterscheidung im Führungsstil nicht thematisiert.

## Geschichte

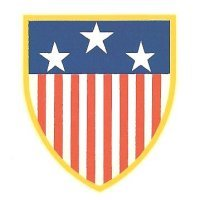
Wappen CSG

Gegründet wurde das 6941st Guard Battalion im September 1950 unter der Bezeichnung 6901st Labor Service Area. 1952, nach einer Reorganisation der Einheit, wurde daraus das 6941st Labor Service Center. 1969 erhielt das 6941st Gd Bn noch mit dem Zusatz „(LS)“ für Labor Service, der Anfang der 80er Jahre entfiel, seinen endgültigen Namen, entsprechend der militärischen Struktur und Mission.
Hervorgegangen war das 6941st Gd Bn aus von den US-Streitkräften in Berlin dienstverpflichteten deutschen Staatsangehörigen, die schon vor und während der „Berliner Luftbrücke“ Wirtschaftsgüter wie Baumaterial und Kohlen bewachten, zunächst als „Civillian Guards“ und später als „Industrial Police“.
Nach dem Fall der Berliner Mauer 1989 und dem darauf folgenden Rückzug der alliierten Streitkräfte aus Berlin entfiel die Aufgabengrundlage für das 6941st Gd Bn und wurde folgerichtig am 30. September 1993, fast drei Jahre nach der Wiedervereinigung Deutschlands, aufgelöst.
Als ein Pendant des 6941st Guard Battalion galt die 248 German Security Unit im Britischen Sektor von Berlin.

## Einheit und Stärke

Fahnen, Wimpel und Flaggen
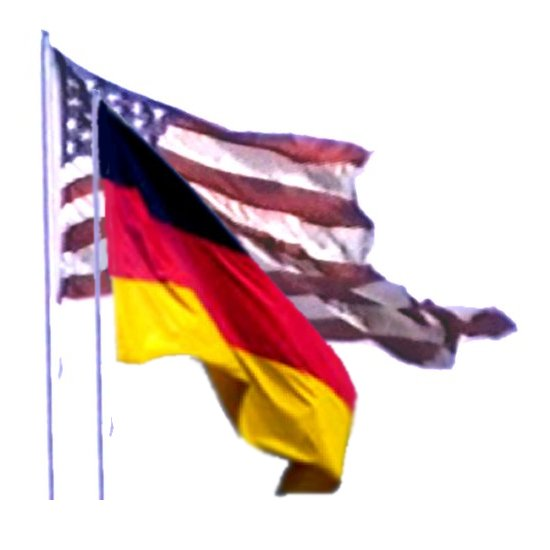
Fahnen der United States of America und der Bundesrepublik Deutschland
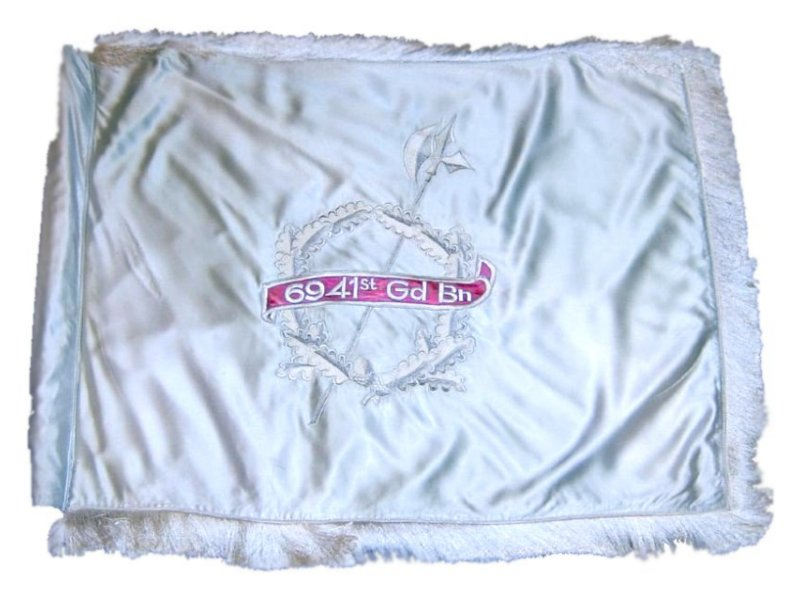
Flagge des 6941st Guard Battalion
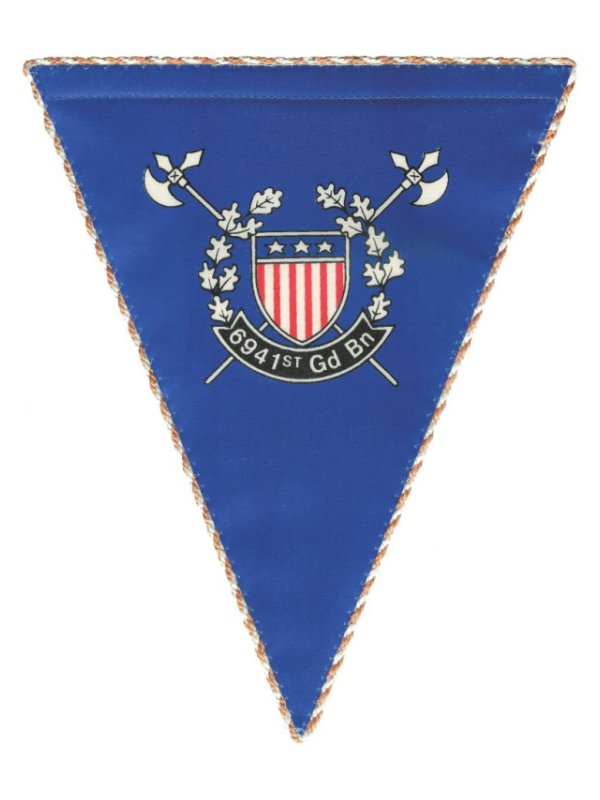
Wimpel des 6941st Guard Battalion
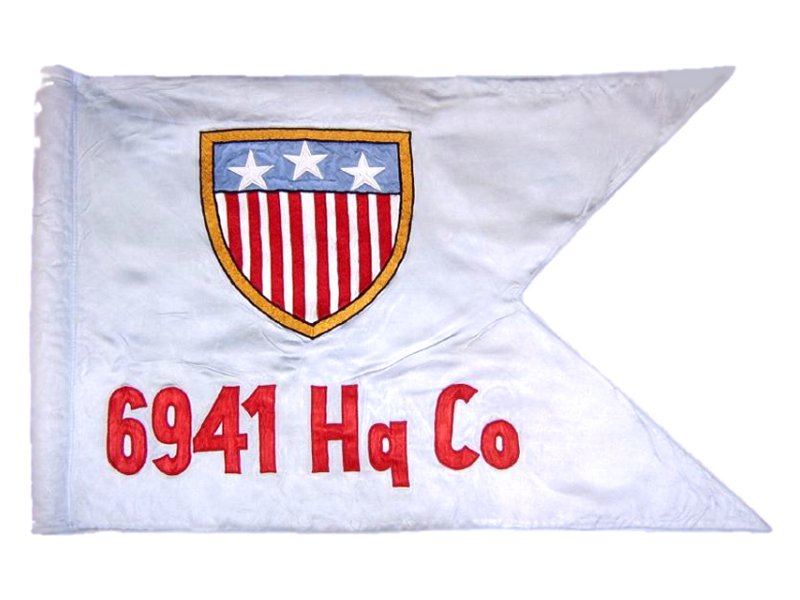
Flagge der Headquarters and Headquarters Company 6941st Gd Bn
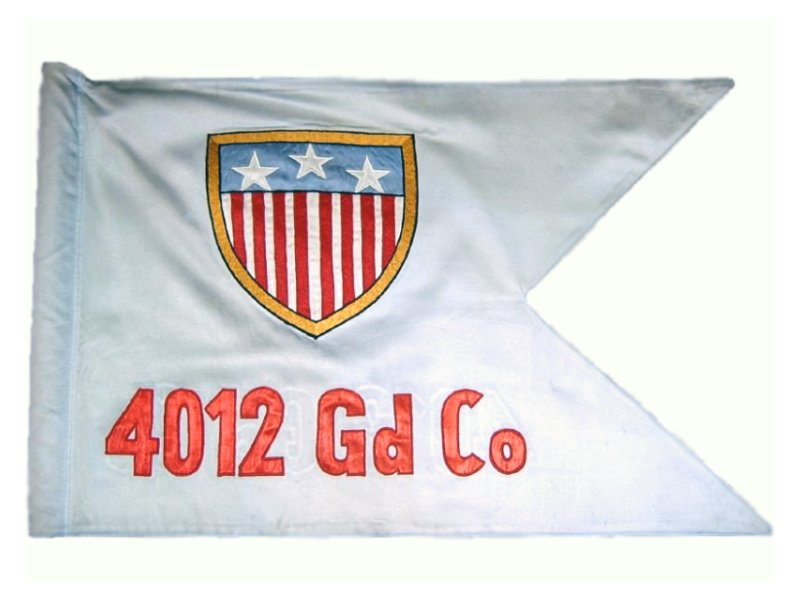
Flagge der 4012th Guard Company
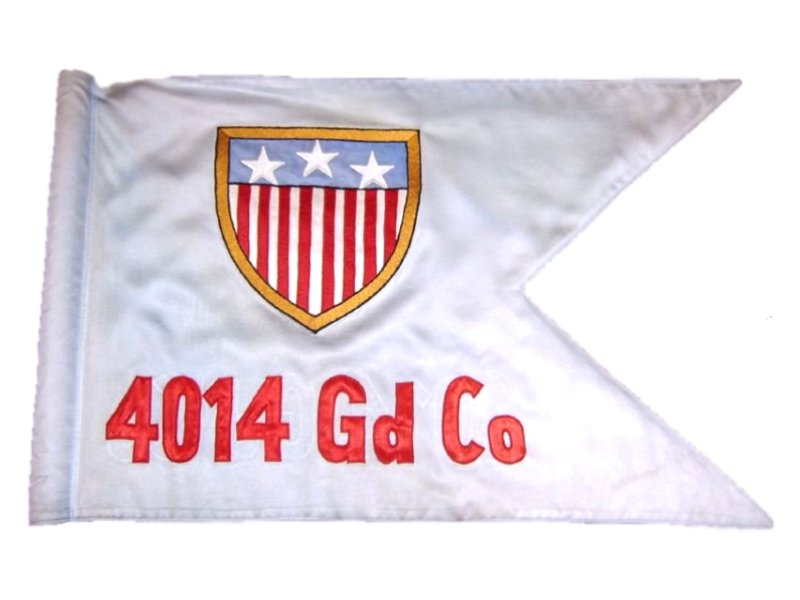
Flagge der 4014th Guard Company
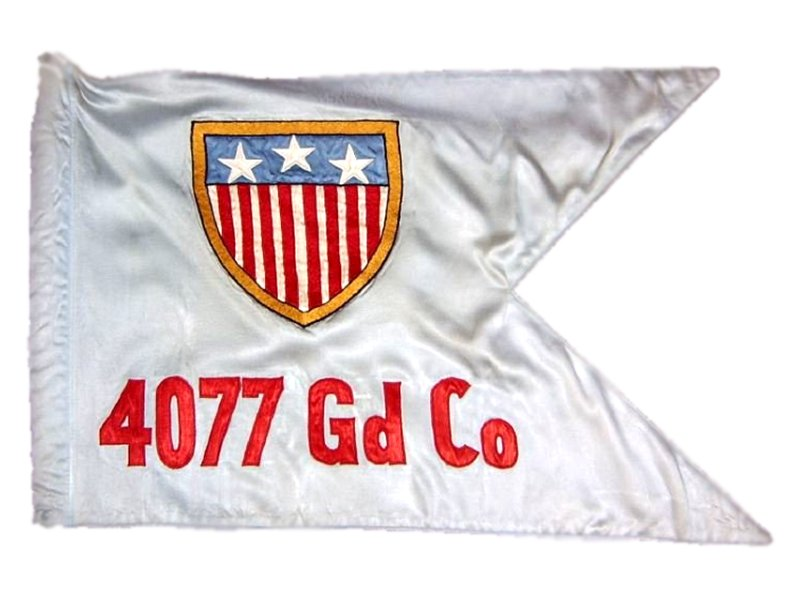
Flagge der 4077th Guard Company
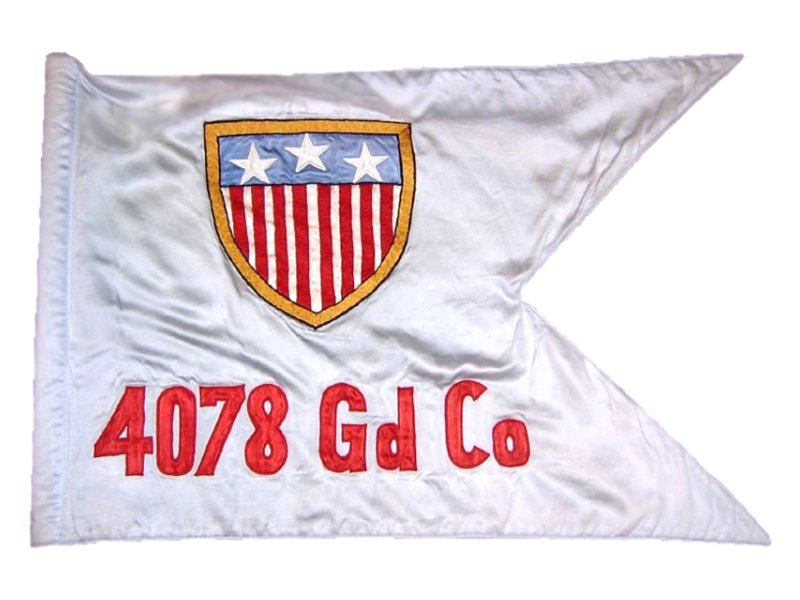
Flagge der 4078th Guard Company

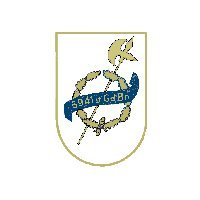
Unit Crest 6941st Gd Bn

Das 6941st Gd Bn erreichte zu seinen besten Zeiten eine Stärke von ca. 850 „Zivilbeschäftigten“ und war in fünf Kompanien gegliedert die je aus vier Zügen bestanden. Die vier Wachkompanien (Guard Companies), 4012th Gd Co, 4014th Gd Co, 4077th Gd Co und die 4078th Gd Co versahen ihre Arbeit im Wach- und Sicherheitsdienst, die fünfte Kompanie, die HHC (Headquarters and Headquarters Company – Stab/Stabskompanie) war für die Verwaltung und Versorgung zuständig. Das 6941st Gd Bn rekrutierte und verwaltete seine „Zivilbeschäftigten“ über eine eigene Personalabteilung. Das Personalwesen wurde von der CPD (Civilian Personal Division) der US-Streitkräfte in Berlin und der Labor Services Agency (Führung und Verwaltung der Civilian Support Organisation) in Heidelberg überwacht und betreut. Aufgrund der strukturellen Ausrichtung verfügte das 6941st Gd Bn über eigene Transportmöglichkeiten mit angegliederten Werkstätten, eigener Versorgung zur 24-Stunden Verpflegung der Beschäftigten, einer eigenen Logistikabteilung zur Versorgung mit Ausrüstungs- und Verbrauchsmaterialien und einer eigenen Kommunikationsabteilung.
Der Dienst der „Zivilbeschäftigten“ wurde in Uniform, ähnlich älterer Uniformen der US-Streitkräfte, und mit aufgabengerechter Bewaffnung versehen. An der Uniform wurden der Berliner Bär, Einheitsabzeichen sowie Rangabzeichen, entsprechend den Diensträngen der US-Army, in geänderter Form, getragen. Die uniformierten „Zivilbeschäftigten“ des 6941st Gd Bn gehörten während der Besatzungszeit zum Berliner Stadtbild, wie die US-Soldaten selbst und wurden von der zivilen Bevölkerung gerne mit diesen gleichgesetzt, resp. verwechselt. Es war üblich, dass sich die „Zivilbeschäftigten“ mit ihren Diensträngen anredeten und Offiziersränge militärisch gegrüßt wurden. Offizieren gegenüber bestand Grußpflicht ebenso gegenüber der Fahne bei Fahnenappellen. Wegen dieser stark militärischen Ausrichtung nahm das 6941st Gd Bn innerhalb der CS-Organisation eine besondere Stellung ein.
Dies war möglich, da die Einschränkungen des NATO-Stationierungsabkommens (NATO-SOFA) für die Beschäftigung von nationalen Zivilpersonen in Berlin nicht galten. Die US-Truppen in Berlin waren nicht Bestandteil der NATO, sondern Besatzungstruppen als Folge des Zweiten Weltkrieges. Westdeutsche Einheiten waren den Restriktionen unterworfen, die zunächst so großzügig im Sinne einer militärischen Ausrichtung interpretiert wurden, dass auch diese Einheiten einen „strammen“ militärischen Eindruck machten. Bei einigen war dies auch beinahe unumgänglich und sinnvoll, da sie rein militärische Aufträge (Nebelwerfer, militärischer Brückenbau, Pionierwesen, Fernmeldewesen etc.) Hand in Hand mit US-Einheiten verrichteten. Im Verlauf der späten 70er und den 80er Jahren wurden die Einschränkungen jedoch weitgehend durchgesetzt, da die Aktivitäten aller Streitkräfte durch die erstarkende Friedensbewegung und eine kritische Presse (z. B. der Spiegel) kritisch beobachtet wurden.
Durch ständiges Training, Einsatzübungen, qualifizierte Ausbildung und ständige Überwachung der Vorschriften und Standards galt das 6941st Gd Bn als besonders gut ausgebildet und qualifiziert für seinen Dienst. Besonders stolz waren die Führungen des 6941st Gd Bn auf die Tatsache, dass es in der 43-jährigen Geschichte der Einheit nicht ein einziges Mal zu einem Schusswaffeneinsatz gegen potentielle Angreifer auf US-Einrichtungen gekommen ist und somit die Professionalität in der Erfüllung des Dienstes dieser Einheit zum Ausdruck gebracht werden konnte.

### Abzeichen

Civilian Support Groups(CSG) Germany – 6941st Guard Battalion – Berlin
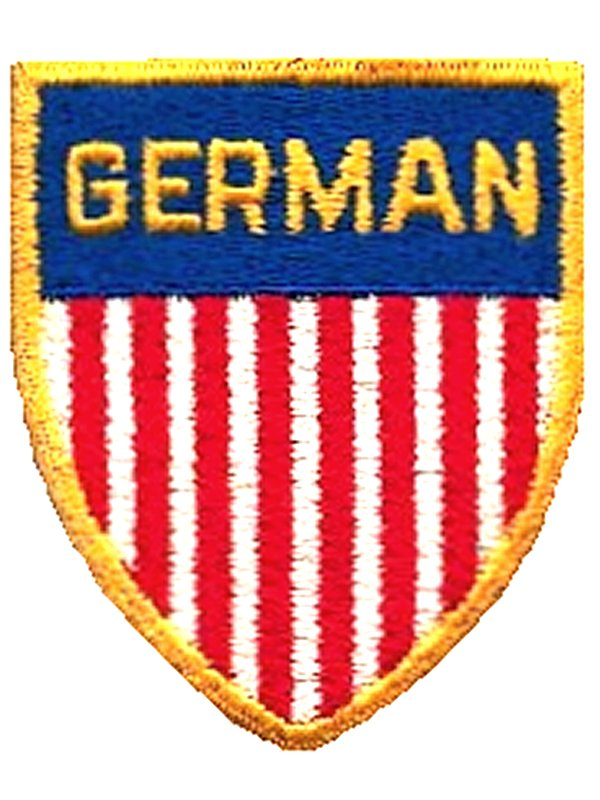
LS Unit Insignia, German (Shoulder Patch Old)
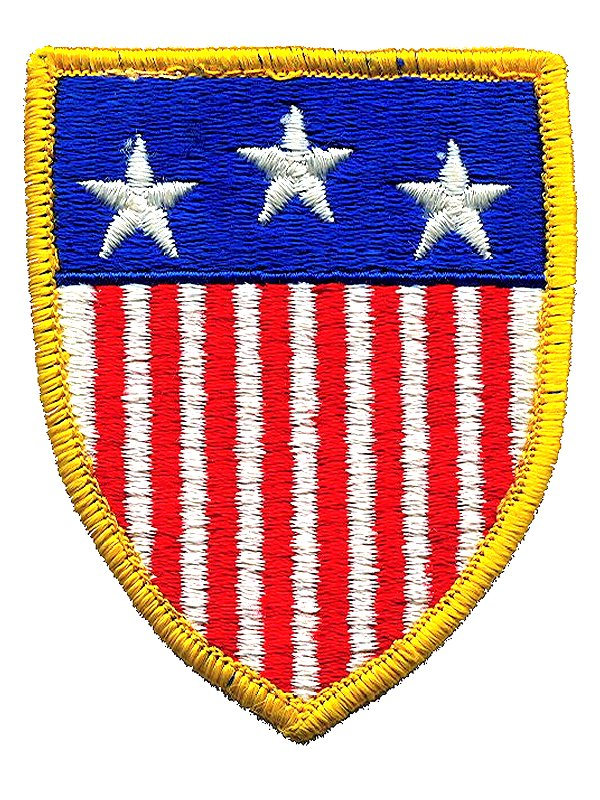
CS Organisation Insignia (Shoulder Patch)
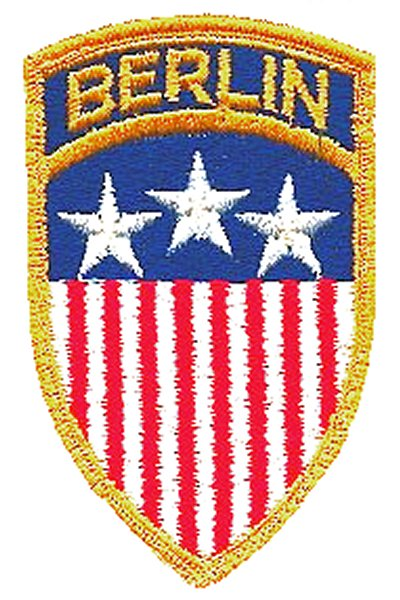
6941st Gd Bn Shoulder Patch, Berlin (Letzte Version)
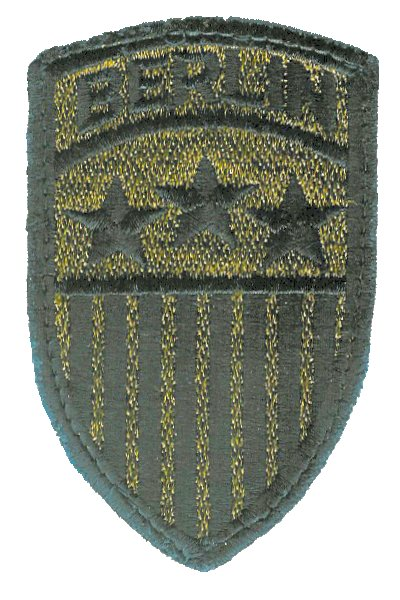
6941st Gd Bn Shoulder Patch, Berlin (Letzte Version), Camo
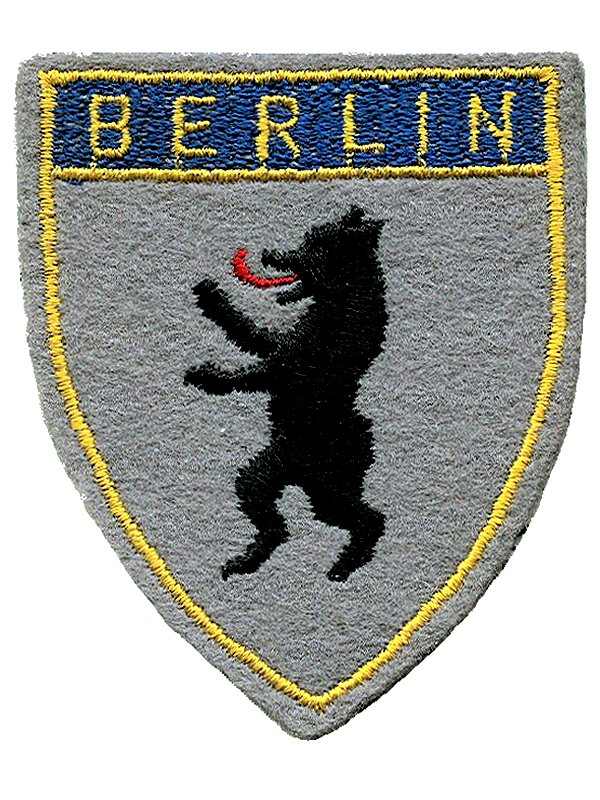
6941st Gd Bn Unit Patch

Zusätzlich zum auf der linken Schulter getragenen CS-Patch (Civilian Support Abzeichen), dem sog. Cognac Patch, wegen der drei Sterne, wurde auf der rechten Schulter das Unit-Patch (Einheitsabzeichen) der jeweiligen Civilian Support Group (Sub-Unit) geführt, im Fall des 6941st Gd Bn, das Wappen mit dem Berliner Bären.
Von dem CS-Patch gab es im Laufe der Jahre einige Variationen. Es kamen Formen mit geschweifter Oberkante vor, und anstatt der Sterne gab es Varianten mit dem Schriftzug „German“ sowie für das 6941st Gd Bn Varianten mit dem Schriftzug „Berlin“ und in Camouflage (Tarnausführung – grün/schwarz). Verwendet wurden die jeweils aktuellen Einheitsabzeichen entsprechend der getragenen Uniform, Class A (Büropersonal, Innendienst etc.) in den frühen Jahren khaki und Variationen von blau-grau, später verschiedene Varianten von blau/grau, Class C (Wachpersonal, Arbeitspersonal, Außendienst etc.) in den ganz frühen Jahren schwarzes Drillich, daher auch der sprachgebräuchliche Name „Schwarze Garde“ oder „Black Guards“, später verschiedene Varianten von Drillich, auch Drillich „hot weather“ (US-Vietnam-Uniform). Während die anderen Civilian Support Groups ihre eigenen Einheitsabzeichen in unterschiedlichen Variationen auch auf der Class C Uniform trugen, wurde in Berlin nur das CS-Patch getragen.

### Persönliche Auszeichnungen und Abzeichen

Auszeichnungen und Abzeichen
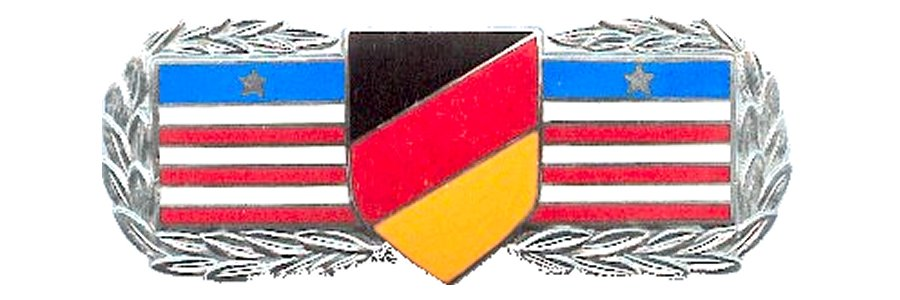
Commemorative Badge
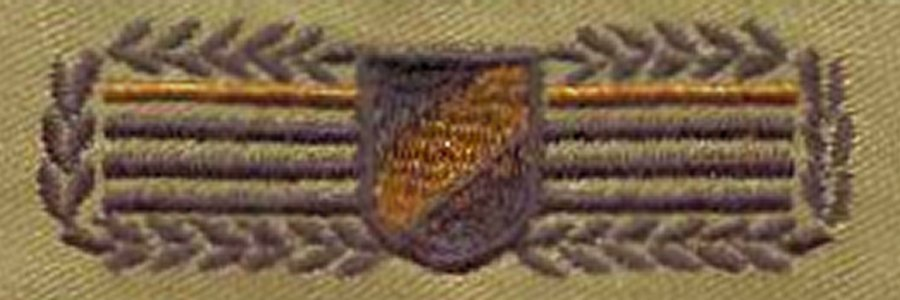
Commemorative Badge (Camo)
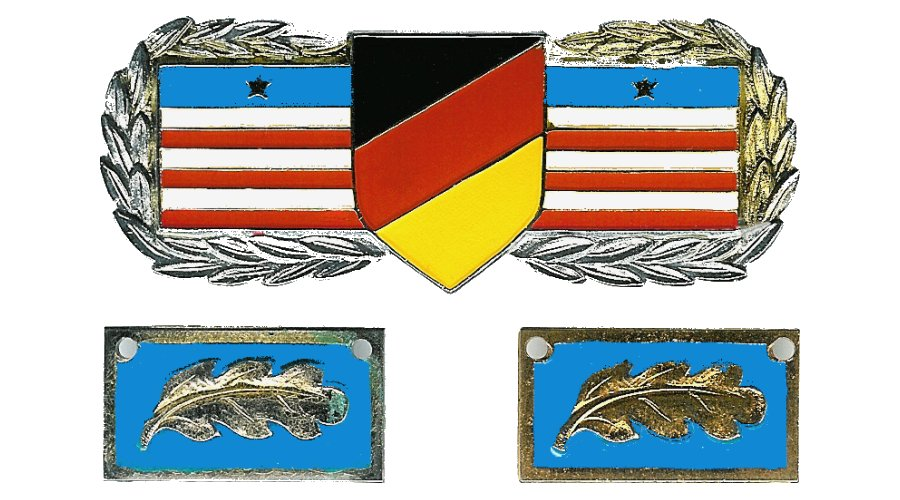
Commemorative Badge (5/10 Years of Service)
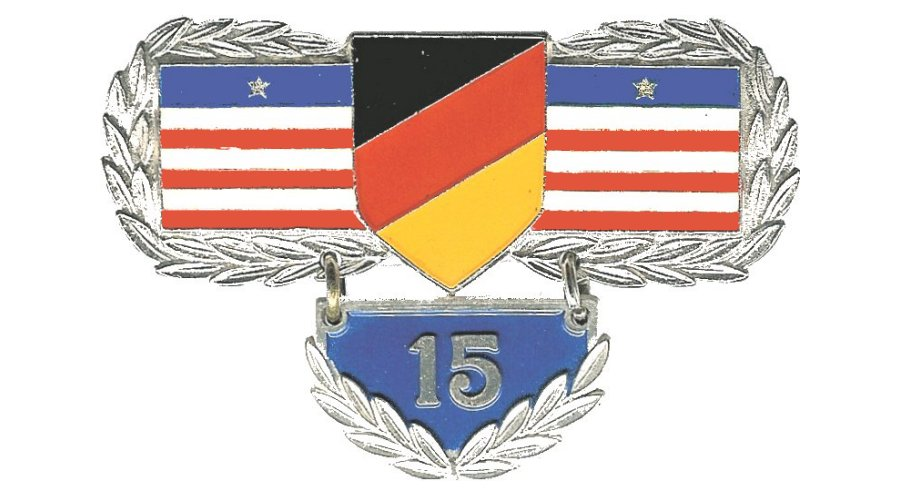
Commemorative Badge (15 Years of Service – and more)
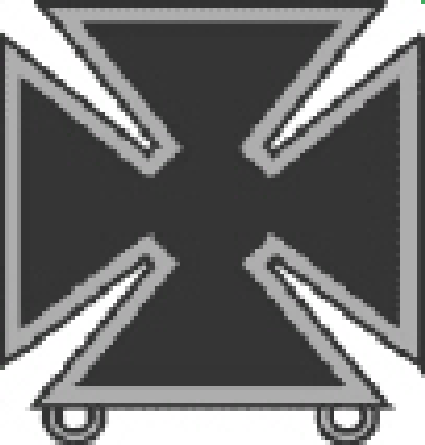
US-Army Marksman Badge (Qualificationfiring)
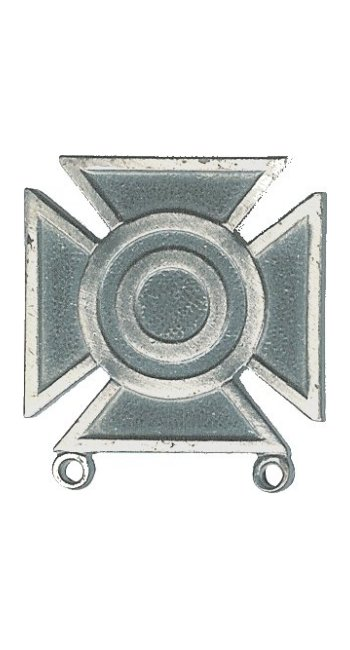
US-Army Sharpshooter Badge (Qualificationfiring)
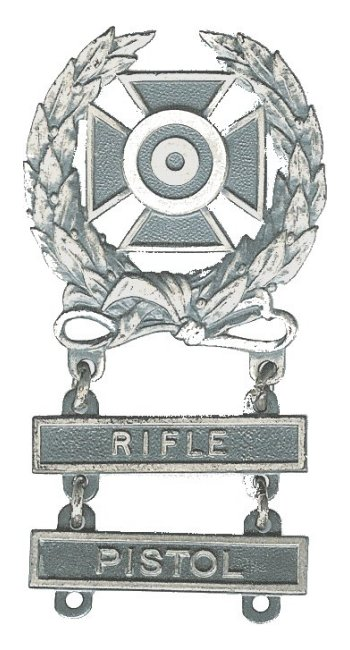
US-Army Expert Badge Rifle and Pistol (Qualificationfiring)
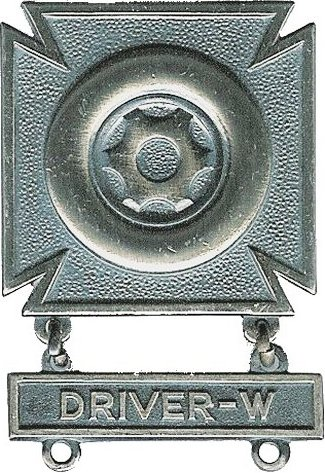
US-Army Drivers Badge
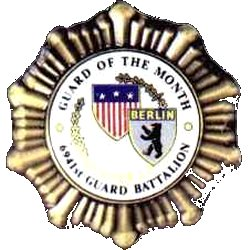
Guard of the Month Badge (Runner-up)
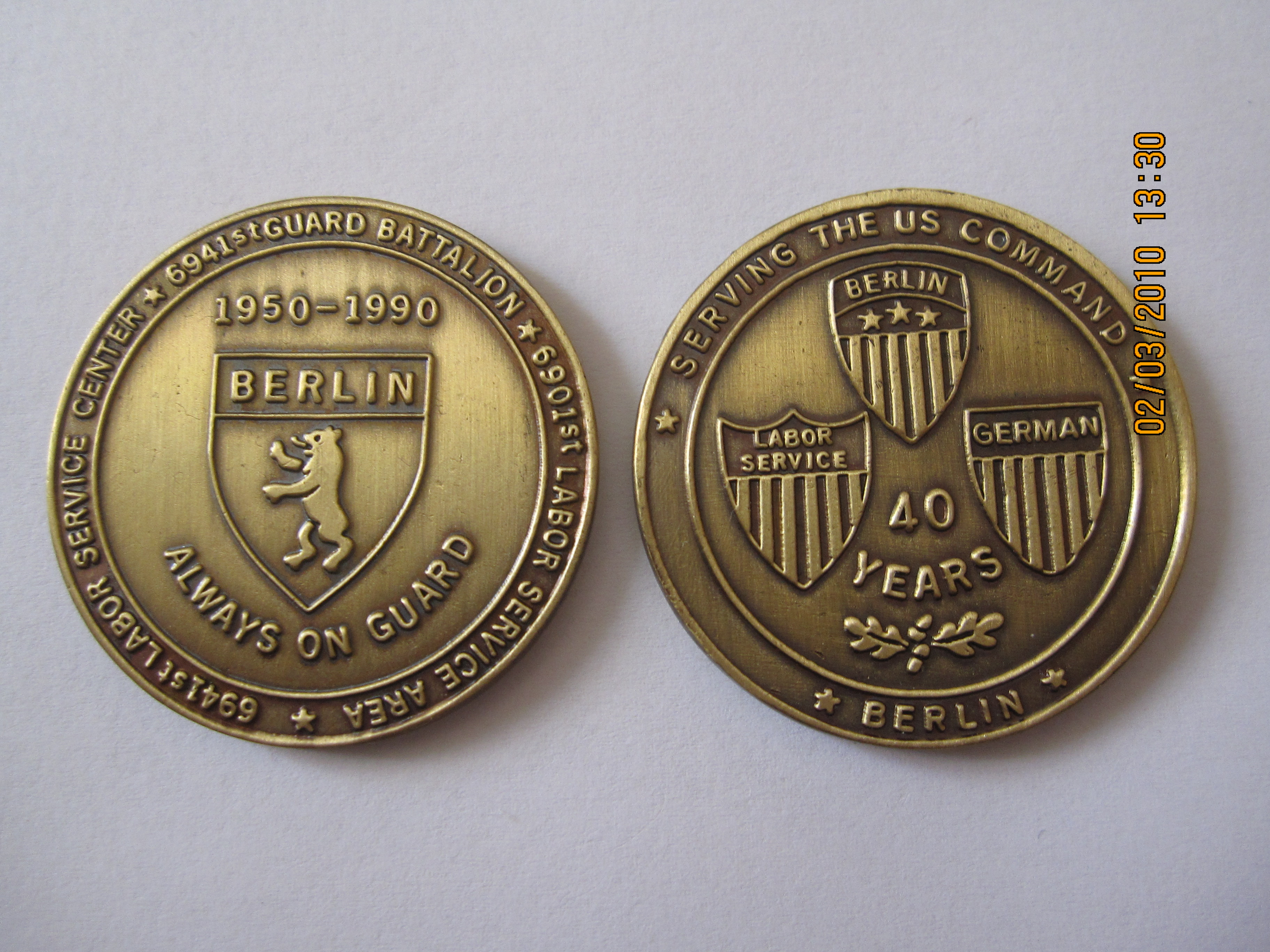
Commemorative Coin

Individuelle Auszeichnungen erhielten die Angehörigen des 6941st Gd Bn für gute dienstliche Leistungen und Führung mit dem „Commemorative Badge“ (sichtbar zur Uniform geführt) als Dienstauszeichnung, nach 3, 5, 10, 15, 20, 25, 30, 35 und 40 Jahren. Die CS-Kommandeure waren berechtigt, diese Auszeichnung als Ehrenauszeichnung auch an US-Army Angehörige zu verleihen. Verliehen wurde die Grundauszeichnung, manchmal mit einem Eichenlaub.
Neben dieser sichtbaren Auszeichnung konnten die Angehörigen auch für besonders gute Leistungen über einen Zeitraum von mindestens 12 Monaten mit dem „Sustained Superior Performance“ Award ausgezeichnet werden. Sie bestand aus einer Urkunde und einer Geldprämie.
Darüber hinaus gab es die Auszeichnung zum „Guard of the Month“ (sichtbar zur Uniform geführt während des Monats der Auswahl).
Vereinzelt wurden an CS-Angehörige auch zivile amerikanische Orden vergeben, die dann als Ordensband an der Class A Uniform getragen werden konnten.
Deutsche Orden und Ehrenzeichen konnten nach vorheriger Genehmigung durch die Civilian Support Agency getragen werden. Andere Abzeichen, wie das Deutsche Sportabzeichen oder Auszeichnungen der DLRG konnten nach Nachweis der Berechtigung getragen werden.
Ebenso gab es die auch in der US-Army üblichen Abzeichen für Kraftfahrer, „Drivers Badge“, und die Abzeichen für Schießfertigkeiten mit dem Gewehr und der Pistole, „Marksman Badge“, „Sharpshooter Badge“ und „Expert Badge“ (sichtbar zur Uniform geführt).

### Einheitsauszeichnungen
Zu den Auszeichnungen, die das 6941st Gd Bn als Einheitauszeichnungen erhielt, gehörten unter anderem das „USAREUR Sword of Freedom Award for Maintenance Excellence“ und das „USAREUR Sword of Freedom Award for Supply Excellence“.

### Dienstgrade
| Offiziere              | Offiziere  | Offiziere   | Offiziere            | Offiziere             |
| Lieutenant Colonel LTC | Major MAJ  | Captain CPT | First Lieutenant 1LT | Second Lieutenant 2LT |
| SGO-5/ZB-10            | SGO-4/ZB-9 | SGO-3/ZB-8  | SGO-2/ZB-7           | SGO-1/ZB-7            |
| ---------------------- | ---------- | ----------- | -------------------- | --------------------- |

| Stabsunteroffiziere | Stabsunteroffiziere  | Stabsunteroffiziere      |
| Sergeant Major SGM  | Master Sergeant MSG  | Sergeant First Class SFC |
| SG-8/ZB-6           | SG-7/ZB-6 und ZA-7/* | SG-6/ZB-5 und ZA-6/*     |
| ------------------- | -------------------- | ------------------------ |
|                     |                      |                          |

| Unteroffiziere       | Unteroffiziere       |
| Sergeant SGT         | Corporal CPL         |
| SG-5/ZB-4 und ZA-5/* | SG-4/ZB-3 und ZA-4/* |
| -------------------- | -------------------- |
|                      |                      |

| Mannschaften            | Mannschaften   |
| Private First Class PFC | Private PVT    |
| SG-3/ZB-2 und ZA-3/*    | SG-2/ZA-2/*    |
| ----------------------- | -------------- |
|                         | Kein Abzeichen |

Legende
- - SG – Security Guard (Dienstgrad – 2 = Private (1 = Recruit n/a Berlin) bis 8 = Sergeant Major)
  - SGO – Security Guard Officer (Dienstgrad – 1 = Second Lieutenant bis 5 = Lieutenant Colonel (11 = Colonel n/a Berlin))
  - ZA – Zivilbeschäftigter, Arbeiter (Bezahlungsgruppe – 2 bis 7, plus Lohnstufe (*) 2 bis L)
  - ZB – Zivilbeschäftigter, Angestellter (Bezahlungsgruppe – 1 bis 6)

Die hier genannten Dienstgrade und Bezahlungsgruppen mit ihren Stufen betreffen ausschließlich das 6941st Guard Battalion in Berlin, da es wegen des Viermächteabkommens und der daraus resultierenden unterschiedlichen deutschen Zahlstellen (Landesamt für Besatzungslasten in Berlin und Landesämter für Verteidigungslasten in den alten Bundesländern) abweichende Regelungen zu anderen CSG Einheiten in der Bundesrepublik Deutschland gab.
Die Dienstgrade und die Dienstgradabzeichen der US-Civilian Support Groups in Deutschland waren stark an die der US-Army angelehnt.
Die Dienstgrade dienten zum einen der Identifikation gegenüber Militärangehörigen. In der CS-Organisation, also unter Zivilisten, war es aber auch üblich die Anrede Herr, resp. Frau zu verwenden. Beim 6941st Gd Bn, unter den besonderen rechtlichen Bedingungen in West-Berlin (NATO-SOFA nicht gültig), wurde jedoch auf eine militärisch korrekte Anrede geachtet, was die Grußpflicht gegenüber den Offizieren einschloss. Wegen des besonderen Status der 4-Mächte-Stadt Berlin und der Präsenz, resp. des Kontaktes zu den Soldaten der drei West-Mächte, war diese äußere Formwahrung durchaus angemessen.
Zu einer Beförderung erhielten die Kandidaten ab Ende der 70er Jahre das originale „Certificate of Promotion“ (Beförderungsurkunde) des Department of the Army, United States of America (DA).

## Mission

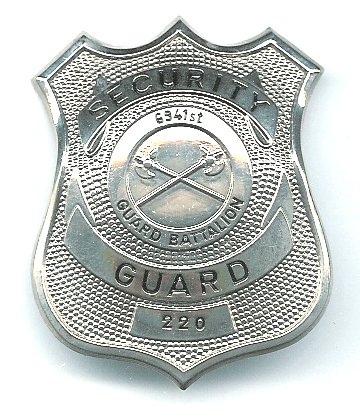
Civilian Support Guard Badge

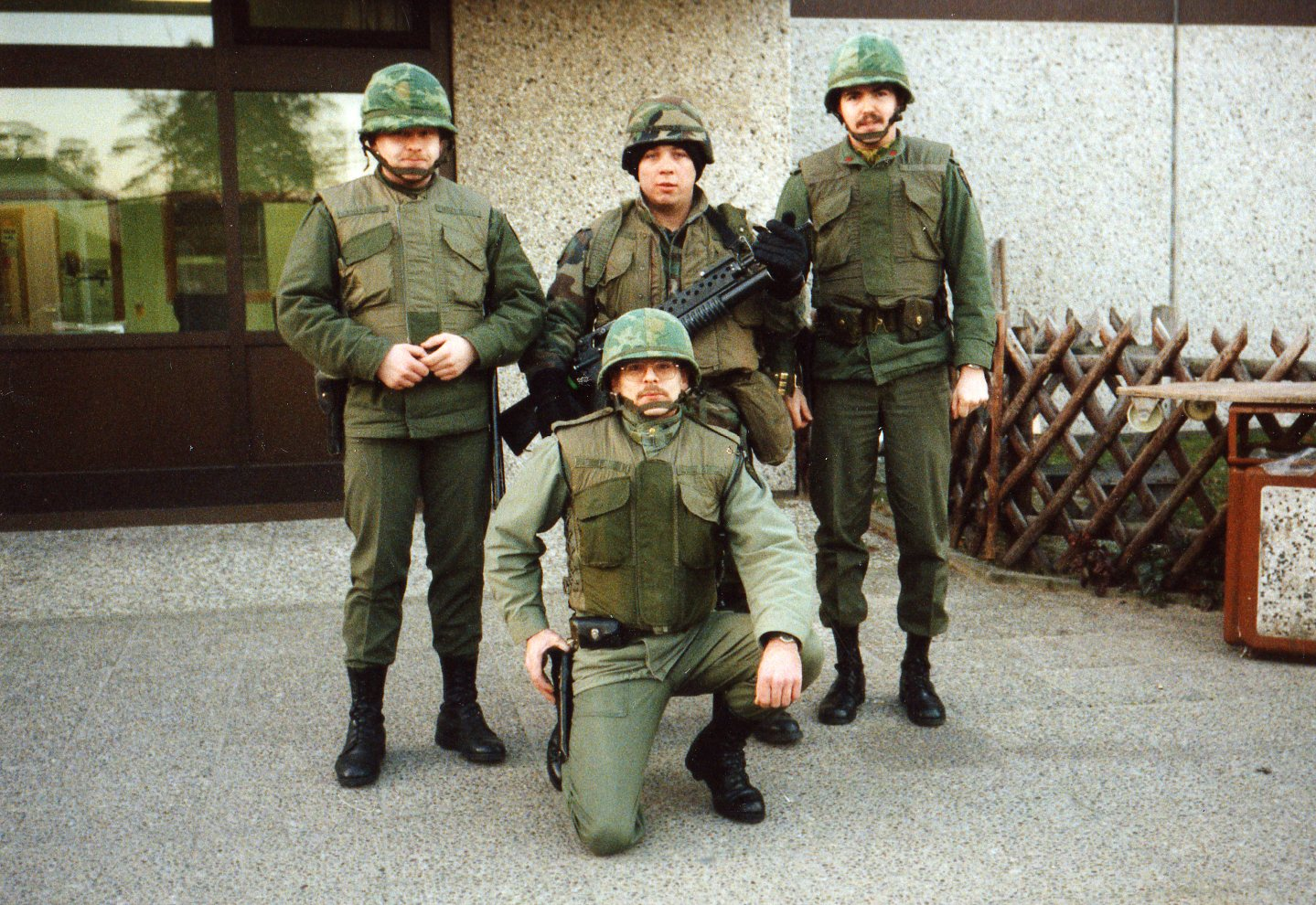
US-Soldat (Mitte) mit Security Guards des 6941st Gd Bn am Berliner Einkaufszentrum der US-Militärangehörigen „Truman Plaza“.

Die primäre Mission des 6941st Gd Bn war die Bewachung und Sicherung von US-Einrichtungen, -Kasernen und -Gütern im ehemaligen West-Berlin. Somit wurden die in Berlin stationierten US-Soldaten entlastet und für ihre primären Aufgaben, turnusmäßiger Wachdienst im Spandauer Kriegsverbrechergefängnis und Ausbildung für den militärischen Ernstfall, freigestellt. Üblicherweise bewachen Soldaten sich selbst, da dies im Ernstfall ein wesentlicher Auftrag (Eigensicherung) ist. Mit dem Guard Battalion ließ sich dies jedoch wirtschaftlicher und effizienter (z. B. keine Verständigungsschwierigkeiten mit der deutschen Bevölkerung) gestalten. Die US-Soldaten hatten bei ihren regelmäßigen Aufenthalten auf westdeutschen Truppenübungsplätzen ausreichend Gelegenheit Eigensicherung zu üben. Das speziell für den Wachdienst ausgebildete Personal, zusammengesetzt zunächst nur aus Deutschen, später auch Angehörigen der Schutzmächte und Staatsbürgern aus nicht-kommunistisch regierten Ländern, führte diese Aufgabe im ununterbrochenen Einsatz, an 24 Stunden am Tag, sieben Tage die Woche und 365 Tagen im Jahr durch.
Das 6941st Gd Bn sicherte unter anderem das US-Hauptquartier in Berlin, das amerikanische Konsulat in Berlin, alle US-Kasernenbereiche inkl. aller dazugehörigen Außenanlagen, US-Munitionsdepots, US-Motor Pools, US-Warenlager, US-Kommunikations- und -Überwachungseinrichtungen, US-Transporteinrichtungen, US-Schulen, US-Shopping Center, US-Bank und US-Sondereinrichtungen wie z. B. das Berlin Document Center, das Gästehaus des Berliner Stadtkommandanten, oder das Offizierscasino (Harnack House) der US-Streitkräfte in Berlin, sowie Erholungseinrichtungen und Clubs.
Neben dem Einsatz auf den US-Installations, also auf exterritorialem Gebiet, wurde das 6941st Gd Bn auch z. B. zur Sicherung der alljährlich stattfindenden Alliierten Parade der drei West-Mächte im Bezirk Tiergarten, oder zur Sicherung, in engerer Zusammenarbeit als allgemein üblich mit der amerikanischen und britischen Militärpolizei (ab 1992 auch mit den Feldjägern der Bundeswehr), auf dem Deutsch-Amerikanischen-Volksfest im Bezirk Zehlendorf eingesetzt, wo in Zeiten erhöhter Sicherheitsstufen auch Personenkontrollen von den Angehörigen des 6941st Gd Bn durchgeführt wurden. In Krisenzeiten bewährte sich das 6941st Gd Bn auch in der weitläufigen Außensicherung von US-Einrichtungen, durch Patrouillenfahrten zwischen den US-Einrichtungen im amerikanischen Sektor Berlins, der Sicherung der US-Housing Areas und durch Unterstützung der Kommunikation der US-Streitkräfte.

## Ausrüstung

1950–1993
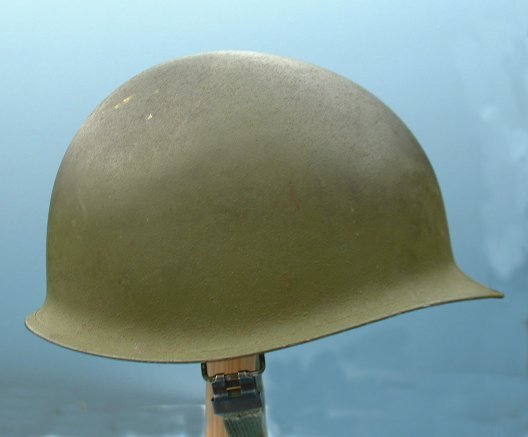
Helmet M1 (Helmet Shell)
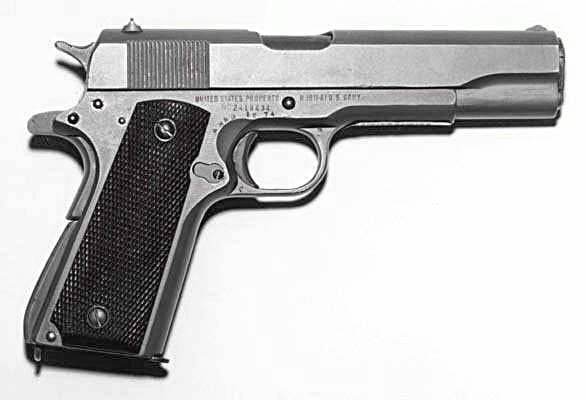
Pistol cal .45 M1911A1 (Colt Government)
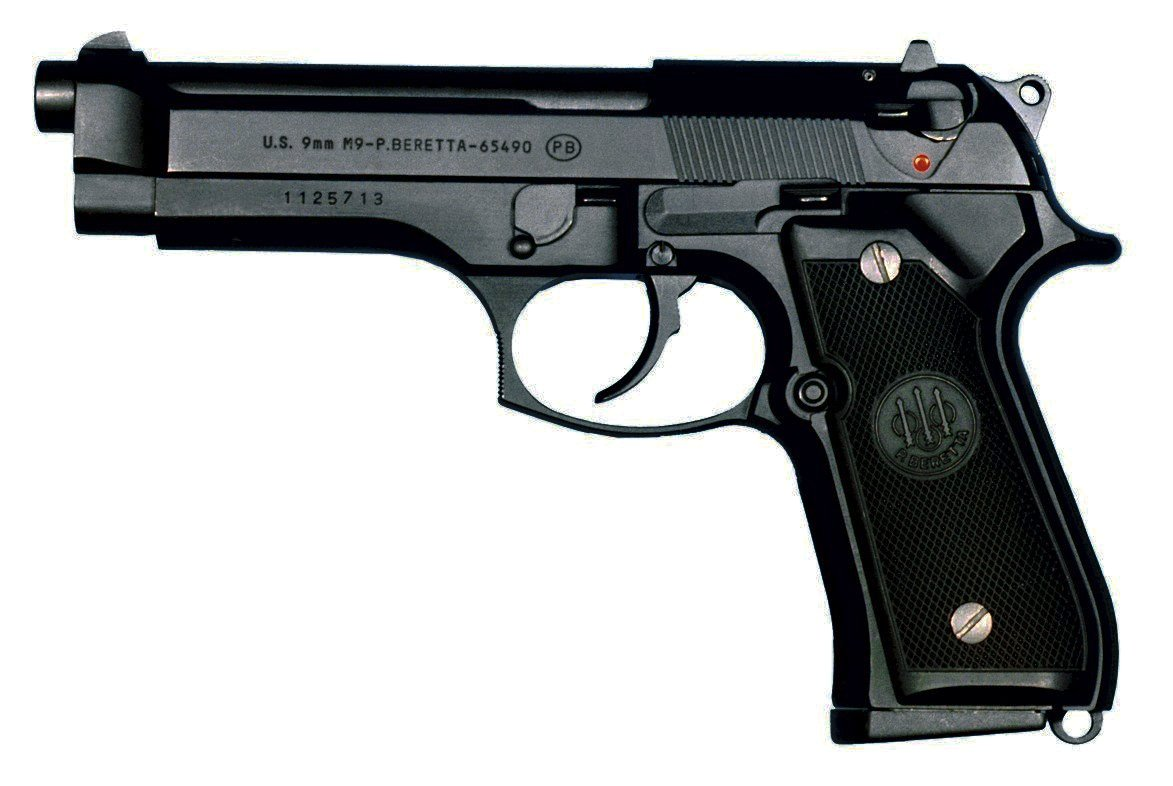
Pistol 9 mm M9 (Beretta 92FS)
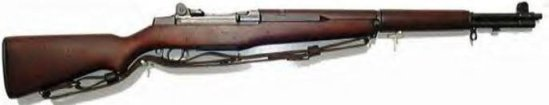
Rifle M1 Garand cal .30 (Winchester)
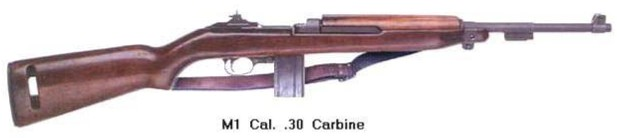
Carbine cal .30 Carb. M1
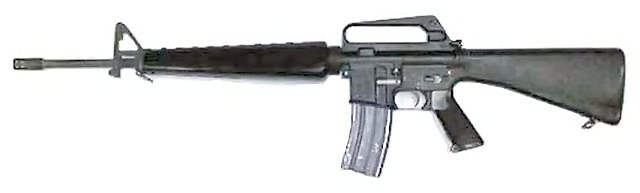
Rifle 5.56mm M16A1 (Colt AR15)
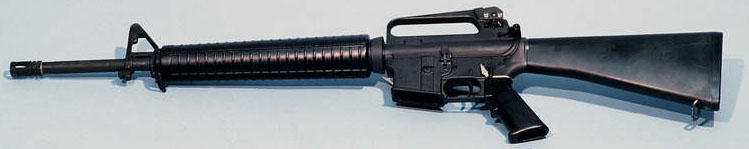
Rifle 5.56mm M16A2 (Colt AR15)
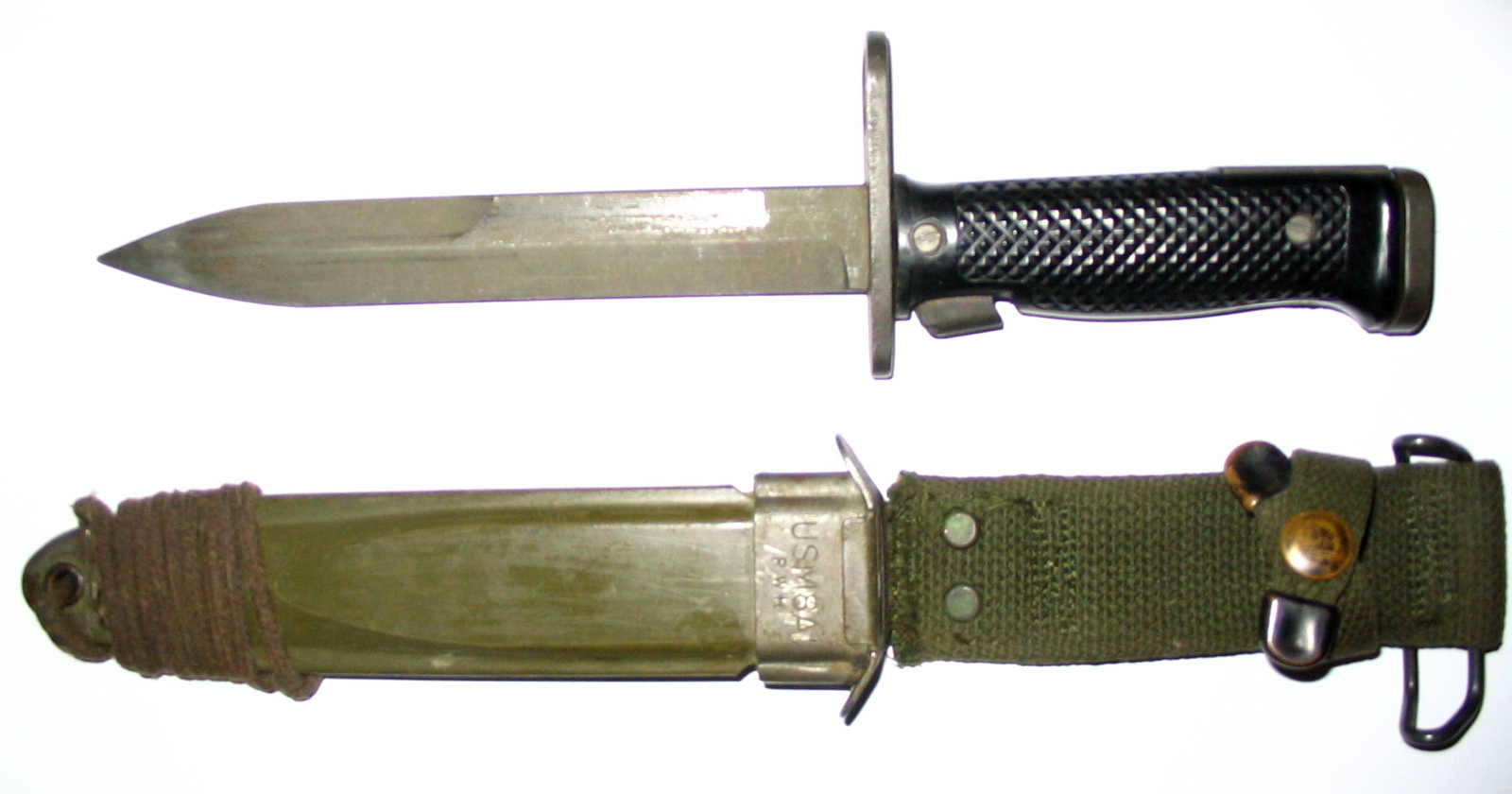
Bayonet M6 with Scabbard M10
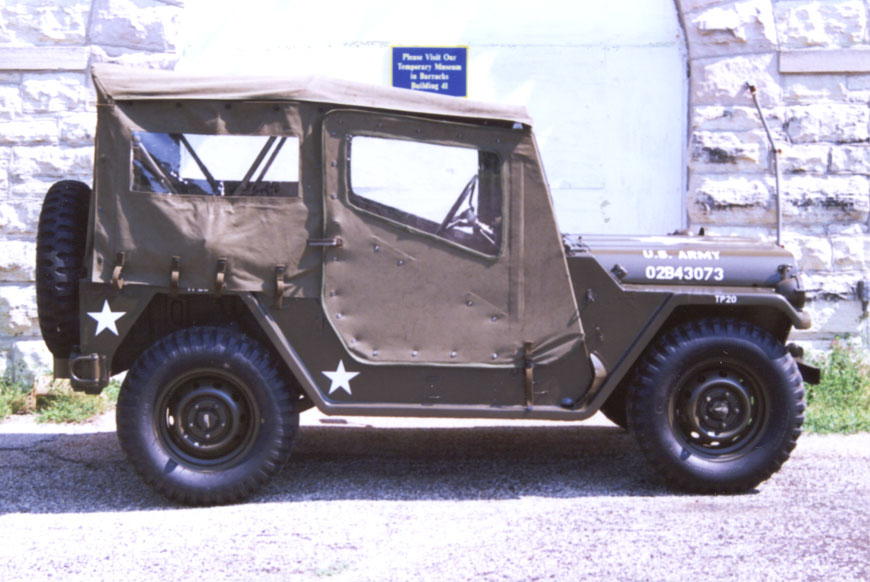
Truck 1/4-Ton M151A1/A2 (Jeep)
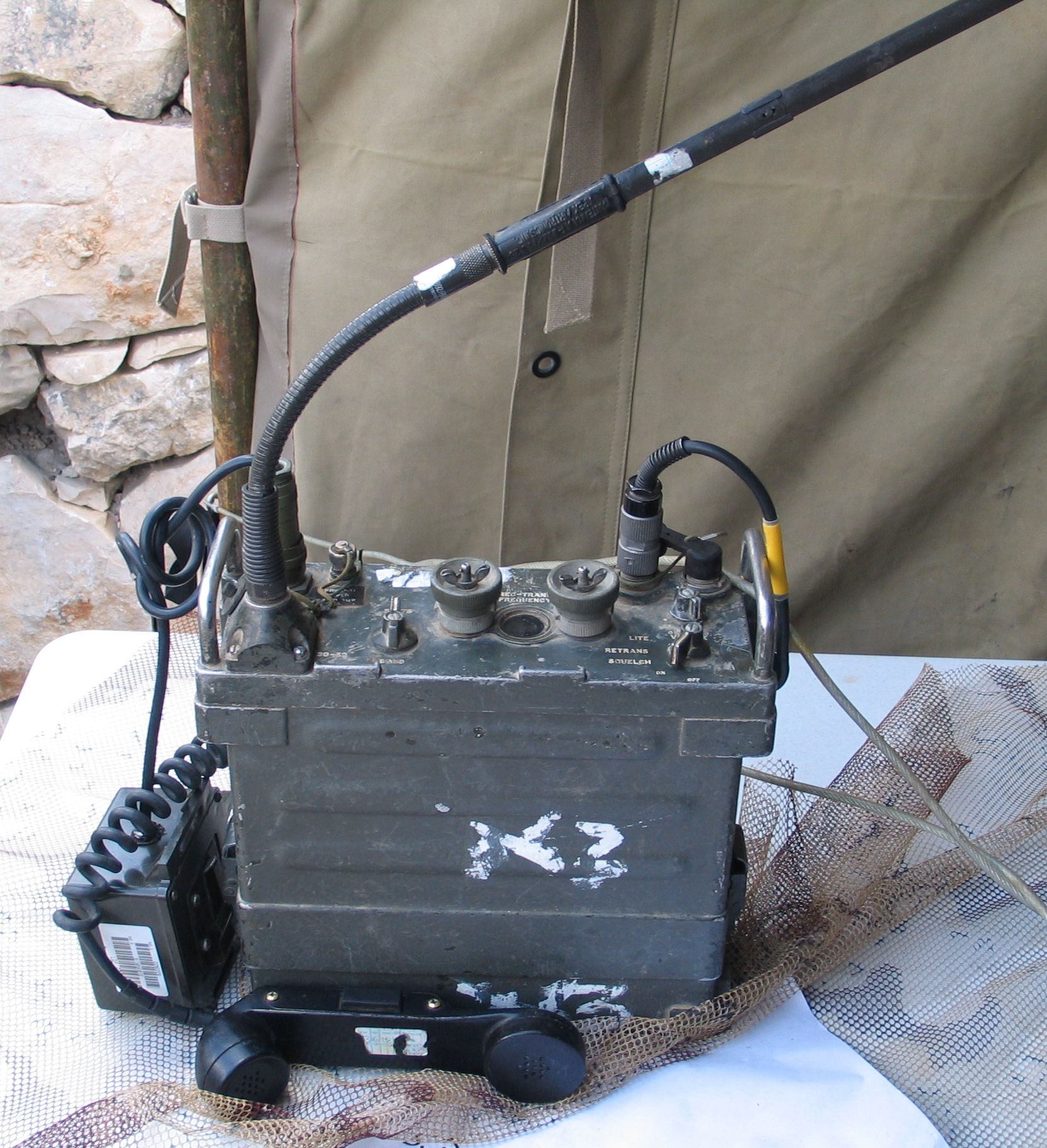
Radio AN/PRC-77 (Platoon Radio)
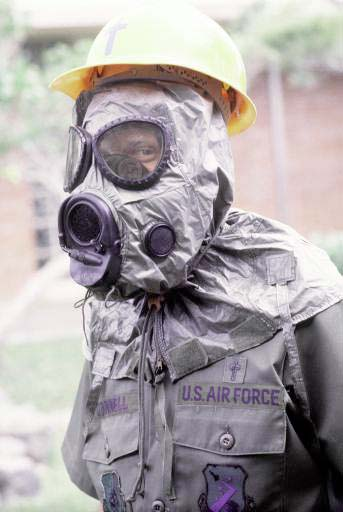
NBC-Mask M-17

Die Ausrüstung des Guard Battalion entsprach der eines leichten Infanteriebataillons, also u. a. ABC-Schutzausrüstung, leichtes Sturmgepäck etc. In Kasernenbereichen oder Plätzen mit Publikumsverkehr wurde das jeweilige Guard-Relief (Wachmannschaft) mit Pistolen und Schlagstöcken (Club, Policeman’s, Wood) ausgestattet, während auf Objekten mit geringerer Publikumsdichte wie Munitionsdepots und z. B. dem Jagen 110/Teufelsberg FSB (TeuBerg Com Fac) das Guard Relief, mit Ausnahme des Relief-Führers und Kontrollpersonals, welche Pistole trugen, mit dem Sturmgewehr ausgerüstet wurde. Bei anderen Sicherungsaufgaben wurde die Bewaffnung entsprechend der zu erfüllenden Aufgabe angeordnet. Darüber hinaus verfügte das 6941st Gd Bn über einen gut ausgestatteten Fahrzeugpark sowie alle notwendigen Kommunikationsmittel, inkl. einer mobilen Einsatzzentrale (Mobile Command Post). Die Kommunikation entsprach den NATO-Standards.

### Bewaffnung
Angehörige des 6941st Gd Bn wurden an Schusswaffen, Pistol M1911A1, cal .45 ACP (Colt Government) und Pistol M9, cal 9 mm (Beretta 92FS 9 mm Para.), sowie dem Sturmgewehr M1, später der M14 und der M16A1/A2, cal .223 Rem. (Colt AR15, 5,56 mm) und den rechtlichen Bestimmungen zur Ausübung von Polizeigewalt sowie den Bestimmungen über den Gebrauch von Schusswaffen ausgebildet. Der Dienst wurde nach den geltenden Richtlinien der US Army (ARs, DOD Regs., USAREUR Regs. etc.) sowie geltendem deutschem Recht ausgeübt.

## Standorte
Das 6941st Guard Battalion war 1950 bis 1958 in der in „Roosevelt Barracks“ umbenannten ehemaligen Gardeschützenkaserne in Lichterfelde untergebracht. Im Jahre 1958 wurde die Einheit in die ehemalige preußische Hauptkadettenanstalt verlegt, die im Dritten Reich Standort der „Leibstandarte SS Adolf Hitler“ war. Die Kadettenanstalt trug während der Nutzung durch die USA den Namen „Andrews Barracks“. Das 6941st Guard Battalion blieb dort bis zum Bau der Berliner Mauer im Jahre 1961 stationiert. Das Eintreffen amerikanischer Truppenverstärkungen auf dem Höhepunkt der Berlinkrise und ihre Stationierung in den Andrews Barracks machte eine Rückverlegung des Guard Battalion in die Roosevelt Barracks notwendig. Im Jahr 1991 zog das 6941st GdBn wieder in die Andrews Barracks um, da die Bundeswehr ihre Feldjäger in den Roosevelt Barracks unterbrachte.